# Swaythling
Swaythling est une banlieue résidentielle de Southampton dans l’Hampshire, sur la côte sud de l’Angleterre.